# Pierce-Arrow Model 48
Pour les articles homonymes, voir Model 48.
L'automobile Pierce-Arrow Model 48-B est un modèle de voiture de tourisme produite par la firme américaine Pierce-Arrow de 1913 à 1919.

## Modèles
Le Model 48-B de 48 HP sort en 1913, en même tant que le Model 38-C de 38 HP et le Model 66-A de 66 HP. Le modèle évolue ensuite : Model 48-B-2 en 1914, Model 48-B-3 en 1915, Model 48-B-4 en 1916 et Model 48-B-5 en 1918. La production cesse en 1919.
Des carrosseries variées sont proposées, sur un châssis d'empattement 142 pouces (3 606,8 mm),. Tous les modèles ont un moteur 6 cylindres 4,5 × 5,5 pouces (114,3 × 139,7 mm).
Ce modèle d'automobile est acheté de 1915 à 1918 par l'Armée Française pendant la Première Guerre mondiale et utilisé sous le nom de Pierce-Arrow B 2.